# 6 Hours of Imola
6 Hours of Imola – długodystansowy wyścig samochodowy organizowany na torze Autodromo Enzo e Dino Ferrari w Imoli, we Włoszech.

## Historia
Pierwsza edycja wyścigu odbyła się w 2011 roku jako wspólna runda serii Intercontinental Le Mans Cup oraz Le Mans Series. Wyścig nie znalazł się w kalendarzu inauguracyjnego sezonu FIA World Endurance Championship, następcy Intercontinental Le Mans Cup. W kolejnych latach seria European Le Mans Series kontynuowała ściganie na torze Imola, ale organizowane przez nią wyścigi były krótsze, trzygodzinne i czterogodzinne.
9 czerwca 2023 roku seria FIA World Endurance Championship ogłosiła swój kalendarz na sezon 2024, w którym znalazł się wyścig 6 Hours of Imola. Powodem umieszczenia tego wyścigu w kalendarzu były zaplanowane prace remontowe na torze Monza, przez co nie był on w stanie zorganizować wyścigu 6 Hours of Monza w kwietniowym terminie, który oczekiwała seria FIA WEC.
Wyścig znalazł się też w kalendarzu FIA WEC na sezon 2025. Przy okazji tego ogłoszenia poinformowano o zawarciu umowy z torem ważnej do 2028 roku. Nowy kontrakt powstał przy wsparciu burmistrza Imoli, miasto zobowiązało się do przeprowadzenia inwestycji infrastrukturalnych w padoku, w tym do wybudowania nowych garaży w alei serwisowej.

## Zwycięzcy wyścigu
| Rok                         | Zwycięzcy                                             | Zespół              | Samochód            | Czas        | Okrążenia | Dystans    | Seria                                       | Źródło |
| --------------------------- | ----------------------------------------------------- | ------------------- | ------------------- | ----------- | --------- | ---------- | ------------------------------------------- | ------ |
| 2011                        | Sébastien Bourdais Anthony Davidson                   | Team Peugeot Total  | Peugeot 908         | 6:01:01,623 | 220       | 1079,98 km | Intercontinental Le Mans Cup Le Mans Series | [ 8 ]  |
| 2012 – 2023 Nie odbywał się |                                                       |                     |                     |             |           |            |                                             |        |
| 2024                        | Mike Conway Kamui Kobayashi Nyck de Vries             | Toyota Gazoo Racing | Toyota GR010 Hybrid | 6:00:34,717 | 205       | 1006,09 km | FIA World Endurance Championship            | [ 9 ]  |
| 2025                        | James Calado Antonio Giovinazzi Alessandro Pier Guidi | Ferrari AF Corse    | Ferrari 499P        | 6:00:28,365 | 212       | 1040,46 km | FIA World Endurance Championship            | [ 10 ] |